# 内藤昌
内藤 昌（ないとう あきら、1932年10月8日 - 2012年10月23日）は、日本の建築史家。名古屋工業大学名誉教授、元日本建築学会副会長。専門は、建築史、都市史。

## 人物・経歴
長野県諏訪市出身。長野県諏訪清陵高等学校を経て、1955年、東京工業大学理工学部建築学科卒業。1960年、同大学院理工学研究科建築学専攻博士課程修了。工学博士（東京工業大学）。論文の題は「書院造に於ける「間」の研究」。
1961年東京工業大学助手、1963年名古屋工業大学助教授、1972年同大学教授、1990年東京工業大学（現・東京科学大学）教授兼任、1993年愛知産業大学学長を歴任。元日本建築学会副会長。
2012年10月23日に老衰で死去。80歳没。指導学生に黒田龍二神戸大学名誉教授など。

## 著書
- 江戸と江戸城 SD選書 1966年1月。講談社学術文庫 2013年3月
- 新桂離宮論 SD選書 1967年2月
- 城の日本史 NHKブックス カラー版 1979年11月
- 城なんでも入門 小学館入門百科シリーズ 1980年8月
- 日本人はどのように建造物をつくってきたか4 江戸の町（上）巨大都市の誕生 草思社 1982年1月
- 日本人はどのように建造物をつくってきたか5 江戸の町（下）巨大都市の発展 草思社 1982年10月
- 愚子見記の研究 井上書院 1988年6月
- 復元 安土城-信長の理想と黄金の天主 講談社選書メチエ 1994年5月
  - 復元安土城 講談社学術文庫 2006年12月
- 城の日本史 編著 ビジュアル版 角川書店 1995年6月。講談社学術文庫 2011年8月
- 近世大工の美学-環境倫理としての日本古典建築学 中公文庫 1997年8月
- 日本 町の風景学 草思社 2001年5月
- 英文版 江戸の町 - Edo, The City That Became Tokyo 2003年4月

## 受賞
- 日本建築学会賞（論文）
- 中日文化賞[5]